# Pyrgocorypha hamata
Pyrgocorypha hamata är en insektsart som först beskrevs av Scudder, S.H. 1878.  Pyrgocorypha hamata ingår i släktet Pyrgocorypha och familjen vårtbitare. Inga underarter finns listade i Catalogue of Life.